# ليونارد بيلي
ليونارد بيلي (بالإنجليزية: Leonard Bailey)‏ هو مهندس أمريكي، ولد في 8 مايو 1825، وتوفي في 5 فبراير 1905.